# ボストチノエ
座標: 北緯53度29分11秒 東経143度03分47秒 / 北緯53.486389度 東経143.063056度
ボストチノエ（ロシア語: Восточное）は、ロシアのサハリン州オハ管区にある村である。オハ管区の区庁所在地であるオハから14kmほど離れたところにある。

## 地理
マロエ・エハビ湾の沿岸に位置する。

## 人口
2021年時点で人口は139人である